# Alois Rzach
Alois Rzach (* 16. November 1850 in Patzau, Böhmen; † 27. August 1935 in Prag) war ein österreichischer Philologe und Hochschullehrer.

## Leben
Rzach studierte von 1869 bis 1872 Klassische Philologie, Altgermanistik, Geschichte, Hebräisch und Arabisch an der (noch ungeteilten) Karls-Universität Prag. Sein akademischer Lehrer war Jan Kvíčala. Nach dem Studium arbeitete Rzach als Lehrer am deutschsprachigen Gymnasium auf der Prager Kleinseite. Nebenbei betrieb er seine Promotion (1873) und Habilitation (1876). Nach der Ausgliederung der deutschen Karl-Ferdinands-Universität erhielt er 1883 ein zunächst unbesoldetes Extraordinariat. 1887 wurde er zum ordentlichen Professor ernannt. 1895/96 war er Dekan der Philosophischen Fakultät und 1904/05 Rektor der Universität. Seit 1906 Hofrat, trat er 1923 in den Ruhestand, arbeitete jedoch noch einige Jahre als Honorarprofessor.
Rzachs Forschungsschwerpunkte waren Überlieferungsgeschichte, Textkritik, Sprache und Metrik der griechischen epischen Dichter. Er erstellte bedeutende Ausgaben der Ilias, der Werke des Hesiod und der Sibyllinischen Orakel. Darüber hinaus bemühte er sich um die Popularisierung seines Faches: Er war Gründungsmitglied (1891) der Gesellschaft zur Förderung deutscher Wissenschaft, Literatur und Kunst in Böhmen (ab 1918 Vorstand) und gründete die Deutsche Gesellschaft für Altertumskunde in Prag (1892), die ihn 1910 zum Ehrenmitglied ernannt.
Rzachs Tochter Hedda (1875–1953) heiratete den Germanisten August Sauer. Sie wurde eine bedeutende Publizistin und Lyrikerin, die mit Marie von Ebner-Eschenbach und Rainer Maria Rilke in Kontakt stand.